# 萧关道
萧关道是丝绸之路的一部分。广义的萧关道，既是中原通西域的交通要道，又是一个区域的泛称。大致包括两条走向：一是由长安出发，沿泾河，过固原，海原，在靖远县北渡黄河，经景泰直抵武威，历史上以此线路为主，属丝绸之路东段北线；一是沿泾河，过六盘山，走隆德，静宁，达会宁，沿祖厉河而下，在靖远县附近渡河。

## 历史变迁

### 秦汉时期
《史记·秦本纪》载：“秦惠文王后五年,王游至北河”。秦惠文王北行的通道,即萧关古道。
秦始皇三十二年(公元前215年)派蒙恬率三十万大军北击匈奴,一举收复“河南地”，秦自榆中(今甘肃兰州以东)向北，黄河以西，阴山以南的广大地区内设置三十四县(有说四十四县)，史称“新秦中”。当时军队的往还、北地郡与新秦中的驿站联络，一部分即由萧关出入，走萧关古道。
汉文帝十四年(公元前166年)，匈奴老上单于十四万骑侵入朝那萧关，杀北地都尉，走的也是这条古道。
汉武帝元鼎三年(公元前114年)，为加强对北方少数民族防御，由北地郡再折置安定郡(郡治设在今固原县城)。及武帝元封四年(前107年)回中道的开通，始将整个长安通往西域的萧关古道贯通。形成了长安——安定郡北通大漠的要道，为丝绸之路东段北道的开拓奠定了基础，兼军事与商贸功能于一身。
东汉建武八年(公元32年)，刘秀亲征天水隗嚣，曾会师高平第一城(固原)。时窦融率河西五郡及羌、小月氏兵数万，辎重五千多辆往会高平。由今甘肃景泰渡河，经宁夏海原抵安定，走的同样是萧关古道。
东汉孝灵帝刘宏建宁元年(公元168年)，汉将段颎将万余人，由原州彭阳县直趋高平，与先零羌战于逢义山(须弥山)、清水河一线。之后又向银川平原包抄，在灵武谷(今青铜峡林泉堡西贺兰山谷)大败先零羌，往返走的都是这条通道。

### 隋唐时期
隋代与漠北突厥多次发生战争，无论突厥入侵，或是隋兵反击，多走萧关古道，由原州(固原)出兵，出萧关再抵各关隘。
唐代是历史上对外开放的时期之一，交通运输极为发达，此时萧关道担负长安——凉州北道线的繁忙运输，与灵州道南北呼应。唐代设置萧关县，连接着灵州和原州两个政治、军事中心。

### 宋夏金元时期
西夏与宋之间先后征战近200年，萧关道是此时期的重要军事干线。北宋的镇戎军(固原)至西夏的灵州一线成为宋夏交战的前沿。宋太宗时以镇戎军为枢纽，及宋真宗即位，萧关道被搁置，镇戎军弃而不守，直到咸平四年(公元1001年)再筑城驻军。大中祥符七年(公元1014年)，西夏攻占西凉后，萧关古道被彻底阻绝。
金代凿通六盘山，改走现今的六盘山道，无需再绕越固原。由此萧关道路线变为：西安出发过醴泉（今礼泉），渡过泾水，西北通过乾县、长武、泾州（今甘肃泾川）、平凉，近抵六盘山，即陇山；再横渡泾水至隆德，西走静宁、会宁、安定（今甘肃定西安定区），到达兰州，继续前进到达武威，与秦汉时期的萧关古道汇合，走河西走廊，形成民国时期西兰公路及现今312国道的主要方向。
元代蒙哥于公元1251年即蒙古大汗位，开始对南宋大举进攻，派忽必烈征服大理的行军路线即为萧关道。由此六盘山下的开城得以提升规格，并建起安西王府。元代建立起横跨欧亚大陆的蒙古帝国，恢复并加强了中西交通，商业贸易得以繁荣发展，此时的萧关道是元朝政府与察合台汗国联系的主要驿路。

### 明清时期
明朝时期陕甘统为一省，为保持设于西安的陕西布政使司与设于甘州(今甘肃省张掖市)行都指挥使司的信息通畅，基于金代以后的萧关道路线开辟了西安府至甘州长达2645里的大驿路，沿路军事卫所林立，这时期的官马大道也叫陕甘驿路，属丝绸之路东段中线。由于与漠北的北元势力一直处于对抗状态，此时的萧关道既是明朝军队的出击路线，也是蒙元鞑靼、瓦刺等部南下侵掠的通道。
清代陕甘两省分治，省间驿路沿袭明代路线。为巩固统治，清廷多次西北军事行动基本均沿陕甘驿路。
康熙三十六年(1697)，新疆发生准噶尔部汗王噶尔丹叛乱，其子去哈密征粮，清政府派兵前去围剿堵截，所走即为陕甘驿路。
雍正元年(公元1723年)，青海发生和硕特部汗王罗卜藏丹津叛乱，清政府派兵走陕甘驿路前去平定。
乾隆二十年(公元1755年)，准噶尔之役爆发，清廷发兵走陕甘驿路攻入伊犁，准噶尔汗国灭亡。
乾隆二十二年(公元1757年)，清廷平定阿木尔撒纳叛乱，设伊犁将军、参赞大臣、领队大臣、都统等官职，其间通过陕甘驿路不断向京师传递军情急报、驿送官员、往来使臣。
同治元年(公元1862年)陕甘回乱爆发，同治三年(公元1864年)新疆回乱爆发，同治六年(公元1868年)十月陕甘总督左宗棠坐镇西安，后调集湖湘大军开始平乱，经陕甘驿路出兵新疆，对陕甘驿路大力修治，沿途栽种左公柳。
清代承袭历代“榷茶”制度，将汉中、四川、湖北、湖南等地出产的茶叶集运于陕西泾阳县，经加工后，通过陕甘驿路运至兰州盘验，再行销西北各地。
清代很多人物前往新疆、甘肃、青海时均沿陕甘驿路，并留下著述：
道光二十一年(公元1841年)五月两广总督林则徐以衅起销烟被道光帝革职褫衔，从重发往伊犁效力赎罪，去疆路线即为陕甘驿路。
道光二十九年(公元1849年)十一月初九董醇受户部尚书祁寯藻函谕同行前往兰州查办离任陕甘总督布彦泰贪赃案。
光绪十七年(公元1891年)陶保廉随父陶模调往新疆侍行途中，著有《辛卯侍行记》记录沿路见闻。
光绪二十八年(公元1902年)四月初九叶昌炽自西安前往兰州任甘肃学政，沿途见闻风土记载于《缘督庐日记》。
光绪三十三年(公元1907年)三月二十七日裴景福因贪污被两广总督岑春煊贬往新疆，写有《河海昆仑录》记录沿途地理风情。
宣统三年(公元1911年)时任天津《醒俗报》总编辑的温世霖因代表学界同志会向政府请愿迅开国会，缩短预备立宪年限，触怒直隶总督陈夔龙，以扰乱地方遣戍新疆，著有《昆仑旅行日记》记载沿途风情。

### 民国时期
民国五年(公元1916年)毕业于日本早稻田大学政治经济学的谢彬奉国民政府财政部命令沿陕甘驿路前往新疆调查阿尔泰财政，写有《新疆游记》留世。
民国二十三年(公元1934年)国民政府全国经济委员会决议修建西兰公路，与明清时陕甘驿路基本重合。
民国二十四年(公元1935年)5月1日，西兰公路主体工程竣工，西安至兰州土路通车。张恨水受南京《民生报》与《世界日报》邀约，赴西北采风，记述民风民俗，并陪同刘如松总工程司由西安出发勘察西兰公路全线，写有《西游小记》。